# Іонний звук
Іонний звук — хвилі в плазмі, при яких із положення рівноваги зміщуються важкі іони. Іонний звук загалом аналогічний звуковим коливанням у газах, однак має свої особливості, пов'язані  з кулонівською взаємодією іонів із вільними електронами.  
Швидкість іонного звуку визначається за формулою 
{\displaystyle v_{s}={\sqrt {\frac {\gamma _{e}k_{B}T_{e}+\gamma _{i}Zk_{B}T_{i}}{M}}}},
де {\displaystyle \gamma _{e}} та {\displaystyle \gamma _{i}} — показники адіабати для електронів та іонів, відповідно, Z — ступінь іонізації іонів, {\displaystyle T_{e}} та {\displaystyle T_{i}} — електронна та іонна температури, відповідно, M — маса іонів, {\displaystyle k_{B}} — стала Больцмана.
Електронна температура може відрізнятися від іонної при швидкому нагріванні плазми, при якому енергію отримують у першу чергу легкі частники — електрони, й теплова рівновага між електронною та іонною підсистемами ще не встановилася. Якщо {\displaystyle T_{e}\gg T_{i}}, другий член у чисельнику під коренем малий. Показник {\displaystyle \gamma _{e}} можна вважати близьким до одиниці, оскільки процеси в електронній підсистемі відбуваються ізотермічно.

## Дисперсія
При збільшенні частоти звукових хвиль закон дисперсії іонного звуку набирає вигляду 
{\displaystyle \omega ^{2}={\frac {v_{s}^{2}k^{2}}{1+k^{2}d^{2}}}},
де k — хвильове число, d — дебаївський радіус екранування.
Відношення {\displaystyle v_{s}/d} накладає обмеження на частоту іонного звуку в плазмі. Для дуже коротких хвиль фазова швидкість прямує до нуля, при цьому відбуваються коливання іонів при непорушній електронній підсистемі плазми, зміщенню в якій перешкоджає тиск.